# Sitora Hamidova
Sitora Hamidova (12 mei 1989) is een Oezbekistaanse langeafstandsloper. Ze nam deel aan de marathon in 2015 op de Wereldkampioenschappen enin  2016 op de Olympische Spelen, waar ze haar besttijd liep: 2:39.45 waarmee ze een 54e plaats had. Ze nam ook deel aan de 10.000 m en eindigde hierin 24e in een tijd van 31.57,77 dit was genoeg om het nationale record op deze afstand te verbeteren. Ze was een van de 6 loopsters (exclusief de Olympische en het wereldrecord) die het nationale record van hun land wisten te verbeteren.